# AK홀딩스
AK홀딩스는 대한민국의 지주회사로 주요종속회사로 애경산업, 애경유화, 애경유지공업, 제주항공이 있다. 대표이사는 채형석이다

## 회사
AK홀딩스는 코스피 상장 기업(한국: 006840)이며 2018년 현재 회사 규모는 시가총액 약 9,989억 정도이다.
AK홀딩스는 대한민국의 항공운송기업인 제주항공의 대주주로 소속 되어 있다.

## 사업
애경자산관리에서 AK홀딩스 주식으로 100억원을 대출하여 관심을 받고 있다